# Tipula (Eumicrotipula) chiricahuensis
Tipula (Eumicrotipula) chiricahuensis is een tweevleugelige uit de familie langpootmuggen (Tipulidae). De soort komt voor in het Nearctisch gebied.